# Paradistichodus
Paradistichodus is een monotypisch geslacht van straalvinnige vissen uit de familie van de hoogrugzalmen (Distichodontidae).

## Soort
- Paradistichodus dimidiatus (Pellegrin, 1904)